# Oxylikvit
Oxylikvit är ett sprängämne bestående av flytande syre uppsuget i pulvriserat träkol eller i bomull, uppblandat med pulvriserat träkol.